# 第八大道 (布鲁克林)
第八大道（英語：Eighth Avenue）是纽约布鲁克林区的一条重要的主干道及商业区。从格連堡开始，穿过公园坡、日落公园及戴克高地。

## 歷史
在二十世紀初，第八大道是挪威移民的聚居地，被稱為「小挪威」（Little Norway）。在二次大戰後，因為原來挪威人遷離，整個社區開始衰落。
直至1983年，第一家華裔的雜貨店在咸美頓堡徑5517號開張，專門售賣日用品，結果吸引了華裔居民到來此購貨。逐漸的一些華裔人士就在此街定居下來，形成華埠。

## 交通
- 紐約地鐵N線